# Anteromorpha nona
Anteromorpha nona är en stekelart som först beskrevs av Nixon 1933.  Anteromorpha nona ingår i släktet Anteromorpha och familjen Scelionidae. Inga underarter finns listade i Catalogue of Life.